# Echinotriton
Echinotriton  (лат.) — род тритонов, хвостатых земноводных из семейства настоящих саламандр.

## Описание
Близок к роду Tylotriton, но имеет ряд морфологических особенностей. Представители рода имеют более коренастое тело, короткие лапы и хвост. Ребра средней части туловища длинные и изогнутые, их свободные от мышц концы проникают в кожу, где выглядят как бородавкообразные образования.

## Виды
3 вида:
- Echinotriton andersoni (Boulenger, 1892) — Тритон Андерсона[2]
- Echinotriton chinhaiensis (Chang, 1932) — Краснолапый тритон[2]
- Echinotriton maxiquadratus Hou, Wu, Yang, Zheng, Yuan, and Li, 2014

## Ареал
Восточные районы Китая и южные районы Японии.